# Adam Ljungquist
Mats Adam Ljungquist, född 23 december 2002 i Skövde, är en svensk handbollsspelare (mittnia).
Ljungquist spelar i IFK Skövde, som också är hans moderklubb. Han debuterade i A-laget i februari 2021.
Han deltog i U20-EM 2022, där Sverige kom på fjärde plats. Han deltog även i U21-VM 2023.

## Privatliv
Adam Ljungquists far Mats Ljungquist var spelare i IFK Skövde 1985–2000 och assisterande tränare 2018–2021, och hans två år äldre bror Victor Ljungquist spelar också i Skövde, på samma position.